# John Carter Cash
John Carter Cash (Nashville, 3 marzo 1970) è un produttore discografico, cantautore e produttore cinematografico statunitense.

## Biografia
È figlio di Johnny Cash e di June Carter Cash. I suoi fratellastri sono Rosanne Cash, Carlene Carter, Rosie Nix Adams, Kathy Cash, Cindy Cash e Tara Cash.
Ha lavorato come produttore per l'album Press On, inciso dalla madre June Carter Cash nel 1999. È stato collaboratore di Rick Rubin nella produzione di American III: Solitary Man e American IV: The Man Comes Around di Johnny Cash. È stato produttore esecutivo del film Quando l'amore brucia l'anima (2005), diretto da James Mangold, film che racconta la storia dei suoi genitori.
Ha collaborato con Jack Clift, Willie Nelson, Rosanne Cash, Rodney Crowell, Loretta Lynn, George Jones e altri.
Il suo primo album da interprete è Bitter Harvest (2003). Nel 2010 ha pubblicato The Family Secret.